# Time (canción de INXS)
«Time» es el trigésimo octavo disco sencillo del grupo australiano de rock INXS, el tercero desprendido de su noveno álbum de estudio Full Moon, Dirty Hearts, y fue publicado en enero de 1994 tan solo en Australia y Japón. Alcanzó el puest 36 en Australia
La canción fue escrita por Andrew Farriss y Michael Hutchence; el sencillo recibió el nombre de "Souvenir EP" coincidiendo con la gira Dirty Honeymoon Tour
El vídeo del sencillo fue realizado por Clayton Jacobson en Santa Mónica.

## Formatos
Formatos del sencillo.
En CD
| CD 1994 East West Records 4509951582 . 1994 East West Records AMCE-666 |                                    |                                    |          |  |
| N.º                                                                    | Título                             | Escritor(es)                       | Duración |  |
| 1.                                                                     | «Time»                             | Andrew Farriss y Michael Hutchence | 2:55     |  |
| 2.                                                                     | «Communication» (Live)             | Andrew Farriss y Michael Hutchence | 5:13     |  |
| 3.                                                                     | «The Gift» (Live)                  | Jon Farriss y Michael Hutchence    | 4:00     |  |
| 4.                                                                     | «Please (You Got That ...)» (Live) | Andrew Farriss y Michael Hutchence | 3:07     |  |
| 5.                                                                     | «Taste It» (Live)                  | Andrew Farriss y Michael Hutchence | 3:30     |  |